# Modellflickor
Modellflickor är en svensk reality/dokumentär TV-serie från SVT som handlar om svenska kvinnliga modeller.
Serien skildrar de svenska modellernas liv och känslor på deras resa genom modemetropoler, castings och modejobb.
Nathanel Goldman har skapat serien som producerades av produktionsbolaget Adflix, som tidigare bland annat producerat SVT-serierna Modellpojkar och Klubben.
Serien hade premiär på SVT 19 november 2014. 
Modellflickor bestod främst av modellerna Mona Johannesson, Therese Fischer och Linnéa Hellbom. Man får följa deras liv runt om i världen från LA till Paris till Sverige.